# I Hate U, I Love U
I Hate U, I Love U è un singolo del cantautore statunitense gnash, pubblicato il 17 febbraio 2016 come primo estratto dal terzo EP Us.
Il singolo ha visto la collaborazione della cantautrice statunitense Olivia O'Brien.
Nel 2019 il brano è stato incluso anche nel primo album in studio del rapper We.

## Video musicale
Il video musicale è stato pubblicato il 7 marzo 2016 sul canale YouTube del cantante.

## Classifiche

### Classifiche di fine anno
| Classifica (2017) | Posizione |
| ----------------- | --------- |
| Brasile           | 200       |

## Hate U Love U
Una versione da solista è stata realizzata da Olivia O'Brien il 9 dicembre 2016 con il titolo Hate U Love U.